# Sebastián Píriz
Sebastián Píriz, vollständiger Name Sebastián Gerardo Píriz Ribas, (* 4. März 1990 in Montevideo) ist ein uruguayischer Fußballspieler.

## Karriere

### Verein
Der nach Vereinsangaben 1,85 Meter, nach anderen Quellen 1,86 Meter große Mittelfeldakteur Píriz gehörte zu Beginn seiner Karriere bereits mindestens 2007 der Jugendmannschaft und von 2010 bis 2012 dem Erstligakader des Danubio FC an. In der Saison 2009/10 lief er beim Verein aus Montevideo in fünf Partien der Primera División auf. Ein Tor schoss er nicht. In den Spielzeiten 2010/11 und 2011/12 stehen dort weitere 32 Erstligaeinsätze für ihn zu Buche, bei denen er insgesamt zwei Treffer erzielte (2010/11: 13 Spiele (1 Tor); 2011/12: 19 (1)). Im Dezember 2012 wechselte er zum Club Atlético Peñarol. Bis zum Saisonende wurde er siebenmal (kein Tor) in der Primera División aufgestellt. Auch eine absolvierte Begegnung (kein Tor) der Copa Libertadores steht für ihn bei den „Aurinegros“ in jenem Jahr zu Buche. Am Saisonende gewann er mit dem Team die uruguayische Meisterschaft. In der Saison 2013/14 lief er in weiteren 20 Erstligapartien (kein Tor) sowie jeweils einem Spiel der Copa Libertadores und der Copa Sudamericana 2013 auf. International blieb er dabei ebenfalls ohne persönlichen Torerfolg. In der Spielzeit 2014/15 wurde er 28-mal (acht Tore) in der höchsten uruguayischen Spielklasse und fünfmal (kein Tor) in der Copa Sudamericana 2014 eingesetzt. Es folgten 14 weitere Erstligaeinsätze (kein Tor) in der Apertura 2015, die er mit der Mannschaft gewann. Anschließend wechselte er Mitte Januar 2016 zum CA Tigre und bestritt dort acht Erstligaspiele (kein Tor). Bei den Argentiniern hatte er einen Vertrag mit anderthalb Jahren Laufzeit unterschrieben. Mitte Juli 2016 wurde er von saudi-arabischen Klub Al-Shabab verpflichtet. Bei den Saudis bestritt er lediglich zwei Ligaspiele (kein Tor) und wurde Anfang Januar 2017 vom CS Emelec aus Ecuador verpflichtet. Dort lief er bislang (Stand: 4. März 2017) in drei Erstligapartien (kein Tor) auf.

### Nationalmannschaft
Píriz war Mitglied der von Ángel Castelnoble trainierten uruguayischen U-15-Auswahl, die bei der U-15-Südamerikameisterschaft 2005 in Bolivien teilnahm. Er gehörte der uruguayischen U-17-Nationalmannschaft an und war Teil des Kaders bei der U-17-Südamerikameisterschaft 2007 in Ecuador.

### Erfolge
- Uruguayischer Meister: 2012/13